# Ustawa Shermana

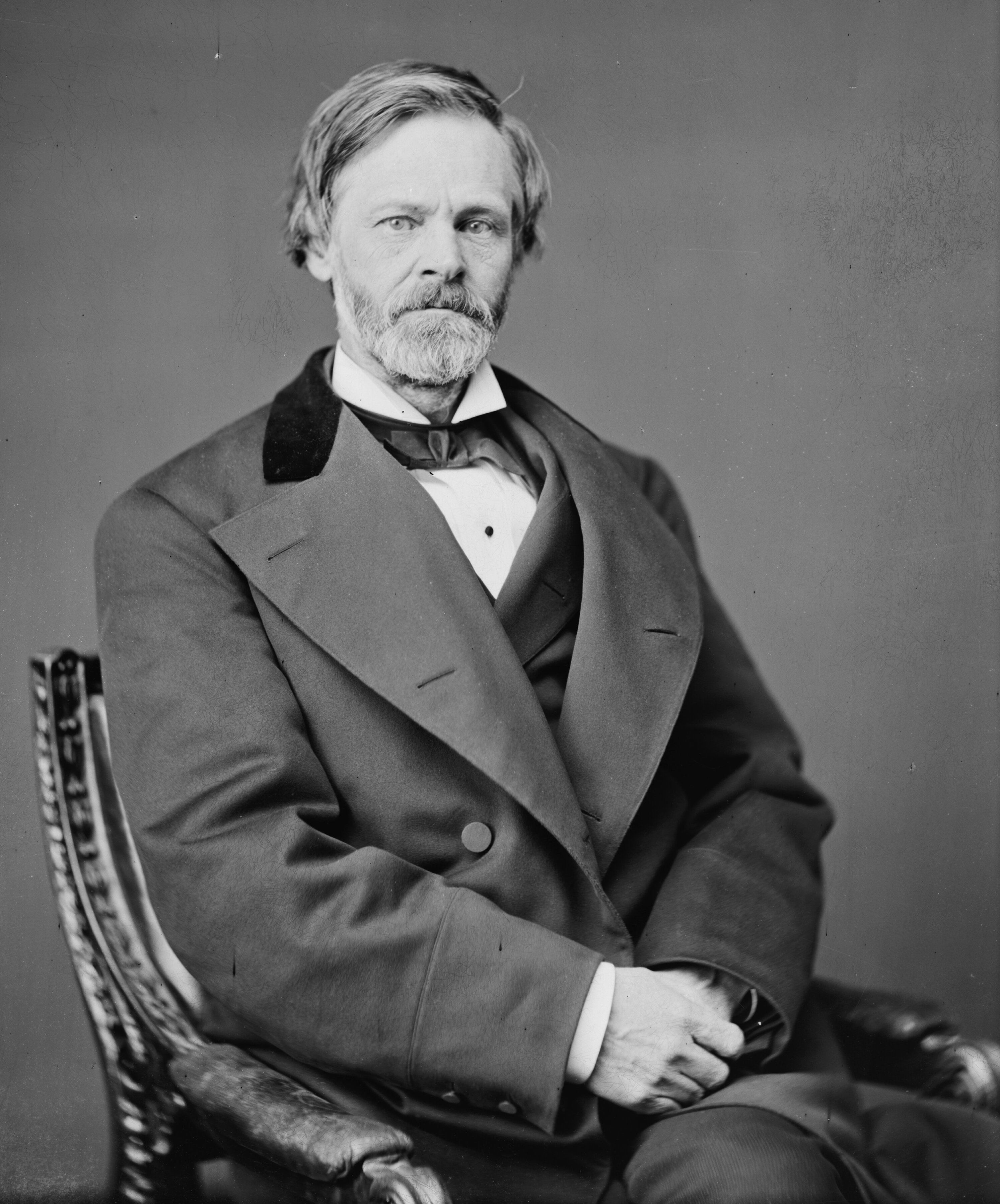
John Sherman

Ustawa Shermana (ang. Sherman Antitrust Act lub Sherman Act) – amerykańska ustawa z 1890 roku, przyjęta po serii połączeń, jaka miała miejsce wśród wielkich amerykańskich korporacji. Wnioskodawcą był ówczesny sekretarz skarbu John Sherman.
Ustawa uznawała za nielegalne monopolizowanie działalności gospodarczej (każda osoba, która będzie działać monopolistycznie albo zawierać tajne porozumienia z inną osobą lub osobami w celu monopolizacji jakiejkolwiek części produkcji lub innymi państwami, winna będzie przestępstwa). Za sprzeczne z prawem uznawano również porozumienia lub zmowy, które działały w sposób ograniczający działalność gospodarczą (każdą umowę, związek w formie trustu lub innej oraz porozumienie tajne w celu ograniczenia produkcji lub handlu pomiędzy stanami lub innymi państwami). W ciągu 10 lat od przyjęcia ustawy Sąd Najwyższy USA rozpatrzył na jej podstawie 18 spraw, z czego w 2 wydał wyroki skazujące. Większe sukcesy w zwalczaniu monopoli odniósł rząd federalny na początku XX wieku, zwłaszcza w sprawie Northern Securities Co w 1904.
Jej rozwinięciem była ustawa Claytona.